# Dolichopeza amisca
Dolichopeza amisca är en tvåvingeart som beskrevs av Alexander 1962. Dolichopeza amisca ingår i släktet Dolichopeza och familjen storharkrankar. Inga underarter finns listade i Catalogue of Life.